# Mo Adams
Mohammed Adams (Nottingham, Nottinghamshire, Inglaterra, 23 de septiembre de 1996) es un futbolista anglo-eritreo. Juega de centrocampista y su equipo es el Al-Batin F. C. de la Liga Príncipe Mohammad bin Salman.

## Trayectoria
Migró a Inglaterra desde Eritrea con su familia cuando era un niño.
Se formó como jugador en las inferiores del Nottingham Forest y el Derby County. Comenzó su carrera en el Boston United.

### Chicago Fire
Luego de jugar dos años al fútbol universitario para el Syracuse Orange, fue seleccionado por el Chicago Fire en el SuperDraft de la MLS 2018.

### Atlanta United
El 17 de julio de 2019 fue intercambiado al Atlanta United por $100 000.

## Clubes
| Club                            | País           | Año       |
| ------------------------------- | -------------- | --------- |
| Boston United                   | Inglaterra     | 2015-2016 |
| Syracuse Orange (universitario) | Estados Unidos | 2016-2017 |
| Reading United                  | Estados Unidos | 2017      |
| Chicago Fire                    | Estados Unidos | 2018-2019 |
| Tulsa Roughnecks (préstamo)     | Estados Unidos | 2018      |
| Atlanta United                  | Estados Unidos | 2019-2021 |
| Inter de Miami                  | Estados Unidos | 2021-2022 |
| Al-Shabab Club                  | Arabia Saudita | 2022-2023 |
| Khaleej Club                    | Arabia Saudita | 2023-2024 |
| Al-Batin F. C.                  | Arabia Saudita | 2024-     |